# Joe Masteroff
Joe Masteroff, né le 11 décembre 1919 à Philadelphie en Pennsylvanie et mort le 28 septembre 2018 à Englewood dans le New Jersey, est un dramaturge américain.

## Biographie
Joe Masteroff naît le 11 décembre 1919 à Philadelphie,. Il est l'un des deux enfants de Louis et Rose (Pogost) Masteroff.
Il est diplômé de l'université Temple et sert dans l'United States Air Force pendant la Seconde Guerre mondiale. De 1949 à 1951, il étudie l'écriture dramatique à New York à l'American Theatre Wing.
Il commence sa carrière en tant qu'acteur, faisant ses débuts à Broadway dans The Prescott Proposals en 1953.
Après une tournée nationale, la première pièce de Masteroff, The Warm Peninsula, ouvre ses portes à Broadway au Hayes Theater en janvier 1959 avec Julie Harris, June Havoc, Farley Granger, et Larry Hagman dans les rôles principaux.
En 1963, il écrit le livre Sheldon Harnick-Jerry Bock pour la comédie musicale She Loves Me, qui lui vaut une nomination aux Tony Award pour le prix du meilleur auteur d'une comédie musicale. La comédie musicale, mise en scène par Hal Prince, est jouée à Broadway pendant trois cent une représentations.
Joe Masteroff meurt le 28 septembre 2018 à Englewood dans le New Jersey,.